# Lowell Sherman
Lowell Sherman (San Francisco, 11 d'octubre de 1885 - Hollywood, 28 de desembre de 1934) va ser un actor i director de cinema estatunidenc.
Lowell va començar la seva carrera com a actor, normalment interpretant playboys i dolents, i posteriorment es va dedicar a la direcció. Algunes de les pel·lícules que va dirigir van ser She Done Him Wrong (1933), amb Mae West, Glòria d'un dia (1933), amb Katharine Hepburn, i Broadway Through a Keyhole (1933) amb Russ Columbo.
Es va casar en tres ocasions, primerament amb Evelyn Booth, del 1915 al 1922, després amb Pauline Garon, del 1926 al 1930 i finalment va ser amb l'actriu Helene Costello, germana menor de Dolores Costello, del 1930 al 1932, any en què es van divorciar. Lowell va morir tres dies després del Nadal de 1934 a causa d'una pneumònia, poc després d'iniciar el rodatge de La fira de la vanitat, la qual va completar Rouben Mamoulian.

## Filmografia

### Actor
- 1914: Behind the Scenes de James Kirkwood : Teddy Harrington
- 1915: Always in the Way : Winfred North
- 1915: Sold : Johnson
- 1915: The Better Woman : Frank Barclay
- 1917: Vera, the Medium : Robert Sterling
- 1920: Yes or No : Paul Derreck
- 1920: Way Down East de D. W. Griffith : Lennox Sanderson
- 1920: The New York Idea de Herbert Blaché : John Karslake
- 1921: The Gilded Lily : Creighton Howard
- 1921: What No Man Knows : Craig Dunlap
- 1921: Molly O de F. Richard Jones : Fred Manchester
- 1922: Grand Larceny : Barry Clive
- 1922: The Face in the Fog d'Alan Crosland : Comte Alexis Orloff
- 1923: Bright Lights of Broadway : Randall Sherrill
- 1924: The Masked Dancer de Burton L. King : Prince Madhe Azhar
- 1924: The Spitfire de Christy Cabanne : Horace Fleming
- 1924: The Truth About Women : Warren Carr
- 1924: Monsieur Beaucaire de Sidney Olcott : Le Roi Louis XV
- 1925: Satan in Sables : Michael Lyev Yervedoff
- 1926: Lost at Sea : Norman Travers
- 1926: The Reckless Lady : Feodor
- 1926: The Love Toy d'Erle C. Kenton : Peter Remsen
- 1926: The Wilderness Woman : Alan Burkett
- 1926: You Never Know Women de William Wellman : Eugene Foster
- 1927: Convoy : Ernest Drake
- 1927: The Girl from Gay Paree : Robert Ryan
- 1928: The Divine Woman de Victor Sjöström : Henry Legrand
- 1928: The Garden of Eden de Lewis Milestone : Henri D'Avril
- 1928: The Whip Woman : Baron
- 1928: Mad Hour : Joe Mack
- 1928: The Heart of a Follies Girl : Rogers Winthrop
- 1928: The Scarlet Dove : Ivan Orloff
- 1928: The Whip : Greville Sartoris
- 1928: A Lady of Chance de Robert Z. Leonard : Bradley 'Brad'
- 1929: Nearly Divorced
- 1929: Evidence : Norman Pollock
- 1930: General Crack : Leopold II
- 1930: Mammy de Michael Curtiz : Westy
- 1930: Ladies of Leisure de Frank Capra : Bill Standish
- 1930: He Knew Women : Geoffrey Clarke
- 1930: Midnight Mystery : Tom Austen
- 1930: Oh, Sailor Behave : Prince Kosloff
- 1930: Lawful Larceny : Guy Tarlow
- 1930: The Pay-Off : Gene Fenmore
- 1931: The Royal Bed : le Roi
- 1931: Bachelor Apartment : Wayne Carter
- 1931: High Stakes : Joe Lennon
- 1932: The Greeks Had a Word for Them : Boris Feldman
- 1932: El preu de Hollywood (What Price Hollywood?) de George Cukor : Maximillan 'Max' Carey
- 1932: False Faces : Dr. Silas Brenton

### Director
- 1929: Nearly Divorced
- 1930: Lawful Larceny
- 1930: The Pay-Off
- 1931: The Royal Bed
- 1931: Bachelor Apartment
- 1931: High Stakes
- 1932: The Greeks Had a Word for Them
- 1932: Ladies of the Jury
- 1932: False Faces
- 1933: She Done Him Wrong
- 1933: Glòria d'un dia (Morning Glory)
- 1933: Broadway Through a Keyhole
- 1934: Born to Be Bad
- 1935: Night Life of the Gods

### Productor
- 1932: False Faces